# ماشا جرينون
ماشا جرينون (بالفرنسية: Macha Grenon)‏ (و. 1968  م) هي ممثلة أفلام كندية، ولدت في مونتريال.

## وصلات خارجية
- ماشا جرينون على موقع IMDb (الإنجليزية)
- ماشا جرينون على موقع ألو سيني (الفرنسية)
- ماشا جرينون على موقع أول موفي (الإنجليزية)
- ماشا جرينون على موقع قاعدة بيانات الأفلام السويدية (السويدية)
- ماشا جرينون على موقع ديسكوغز (الإنجليزية)
- ماشا جرينون على موقع قاعدة بيانات الفيلم (الإنجليزية)
- ماشا جرينون على موقع كينوبويسك (الروسية)